# イスマーイール1世
イスマーイール1世（ペルシア語: شاه اسماعیل; アゼルバイジャン語: Şah İsmayıl, 1487年7月17日 - 1524年5月23日）は、16世紀初頭にイランで成立したイスラム教シーア派の国家サファヴィー朝の建国者（在位：1501年 - 1524年）。イスマーイール1世の治世から、現在のイラン・イスラム共和国と周辺地域（アゼルバイジャン共和国とイラク共和国の一部）にシーア派の信仰が根付き始める。
即位後に、王（シャー）を地上における神の影と見なす古代ペルシアからの伝統にのっとり、「シャー・ハン・シャー（王の中の王）」の称号を名乗った。
また、イスマーイールはハターイー（Khatā'ī、アラビア語: خطائی、「罪人」の意）の筆名で多くの詩を作り、アゼルバイジャン語による文学の発展に大きく貢献した。

## 生涯

### 誕生
アルダビールで、神秘主義教団の一つであるサファヴィー教団の教主シャイフ・ハイダルと、白羊朝の君主ウズン・ハサンの娘アーラム・シャオの間に生まれる。
イスマーイールの祖父であるシャイフ・ジュナイドが教主を務めていた時代、サファヴィー教団は世俗の勢力にかわって政治権力を獲得する志向を有するようになった（サファヴィー朝#サファヴィー朝の起源も参照）。15世紀にアゼルバイジャンを支配していた白羊朝は、婚姻関係によってサファヴィー教団と同盟を結ぼうとし、祖父ジュナイドとウズン・ハサンの妹、イスマーイール1世の父ハイダルと母アーラム・シャオとの婚姻が成立した。

### サファヴィー朝建国以前
しかし、白羊朝はサファヴィー教団の社会的影響力を恐れて教団を攻撃し、祖父ジュナイド、父ハイダル、兄シャイフ・アリーは白羊朝との戦いで落命した。1494年にシャイフ・アリーが獄死した後に、イスマーイールが教主の地位に就き、カスピ海南岸のギーラーン地方に潜伏した。12歳までの間、イスマーイールはギーラーン地方のラーヒージャーンで現地の有力者の保護を受け、白羊朝が政治的に安定を失った1499年にイスマーイールは潜伏地のラシュト（ギーラーン地方の中心都市）を出発した。アナトリア半島各地のキジルバシ（トルコ系遊牧民のサファヴィー教信徒）に決起を促し、集合地とされたエルズィンジャンには7,000人のキジルバシが集まり、彼らは「無謬の救世主」であるイスマーイールに無私の忠誠を誓った。イスマーイールはキジルバシを率いて東に進み、各地で白羊朝の軍隊に勝利する。1501年の秋にサファヴィー教団は白羊朝の首都であるタブリーズに入城し、イスマーイールはタブリーズのモスクでシーア派の一派である十二イマーム派を信仰することを宣言した。当時のタブリーズの住人の3分の2はスンナ派であり、周囲からはシーア派を信奉する君主が受け入れられるか不安視する声も上がったが、イスマーイールは信仰の決意を貫いた。
一般にタブリーズの入城をもってサファヴィー朝が成立したとみなされている。

### シャイバーニー朝との戦い

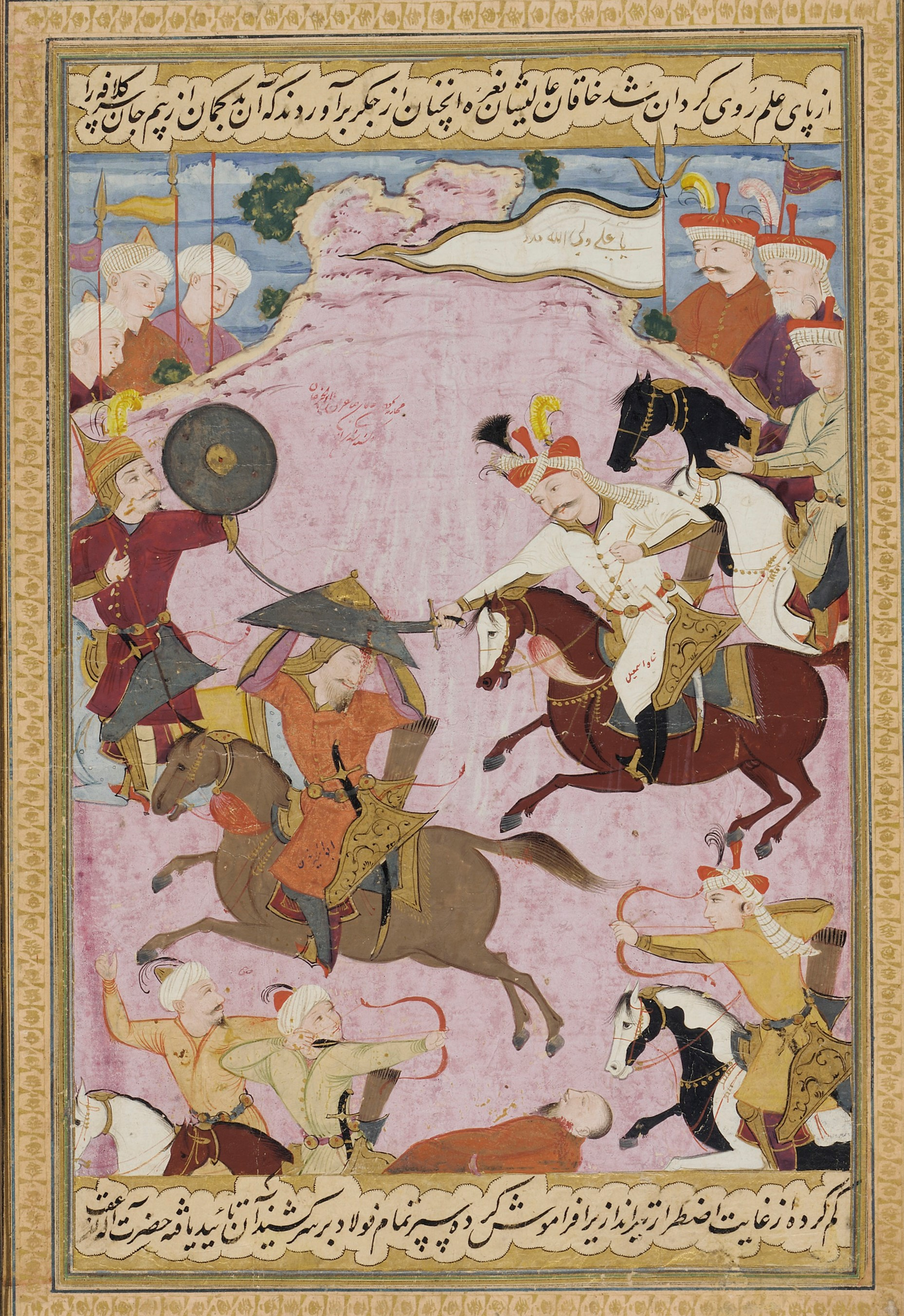
イスマーイールとシャイバーニー・ハーンの戦闘

タブリーズ制圧後、かつて白羊朝に従っていた勢力は、ウズン・ハサンの孫にあたるイスマーイールを支持するようになる。サファヴィー朝軍は分裂状態にあった白羊朝の諸勢力を撃破し、イラン高原西部とメソポタミア平原の大部分を支配下に置いた。1508年に最後に残った白羊朝の君主ムラードを倒してバグダードを制圧し、サファヴィー朝は白羊朝を滅ぼした。
一方、サファヴィー朝の成立と同時期に、東方ではマー・ワラー・アンナフルからホラーサーンにかけての地域を支配するウズベクのシャイバーニー朝が勃興していた。イスマーイールとシャイバーニー朝の君主ムハンマド・シャイバーニーは、書簡を通して互いに相手の信仰を非難しあい、1510年の秋にイスマーイールはホラーサーン地方に進軍した。シャイバーニーの軍がサファヴィー朝軍との会戦を避けてメルヴに立て籠もると、イスマーイールは退却したと見せかけて後退し、ウズベク軍を城内から誘き出した。追撃を行おうとして城内から出たウズベク軍はイスマーイールの伏兵から攻撃を受けて大敗し、司令官のシャイバーニーは戦死した。イスマーイールの元に届けられたシャイバーニーの首は金箔を貼られて酒杯にされ、オスマン朝のスルターン・バヤズィト2世の元に送られた。
戦後、シャイバーニー朝の支配領域はアム川の北岸まで後退し、ホラーサーン地方はサファヴィー朝の支配下に置かれた。

### チャルディラーンの戦い

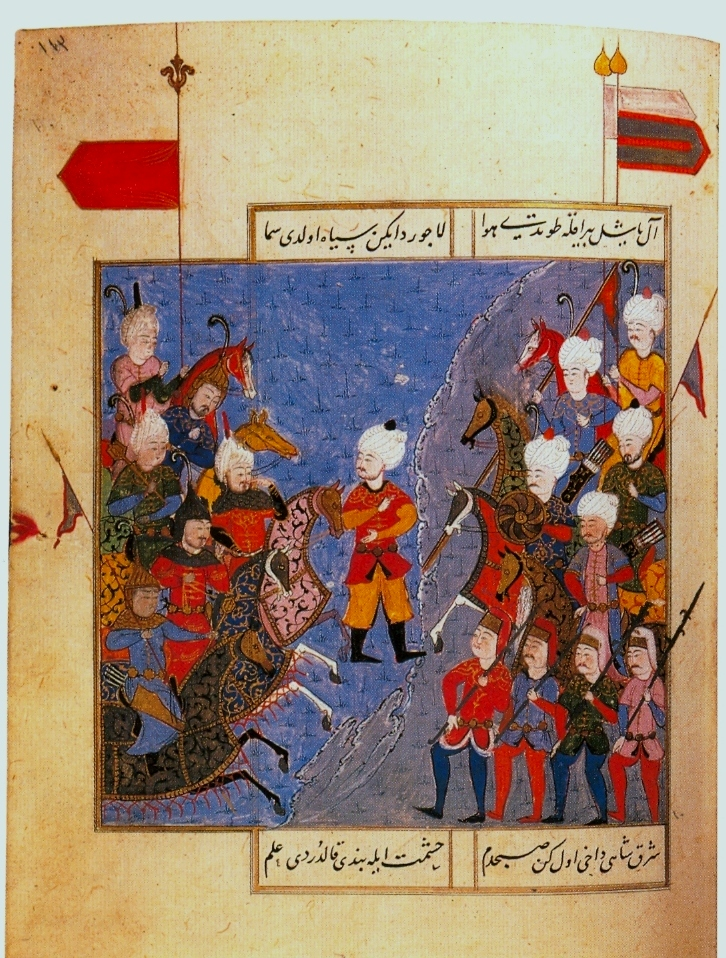
チャルディラーンの戦い

サファヴィー朝は、白羊朝を滅ぼす前年の1507年にアナトリア南東部のドゥルカディル侯国を攻撃し、よりアナトリアに勢力を広げるため、シーア派の宣教を行った。イスマイールが自らしたためたトルコ語によるシーア派への勧誘の詩は、ハリーフェという宣教師を通してアナトリア各地の遊牧民に伝えられた。
バヤズィト2世統治下のオスマン朝で推進されていたスンナ派のイスラームに抵抗を感じていたアナトリアの民衆の中には、イスマーイールの宣教を受け入れる者も多かった。1511年に、アナトリアで「シャー・クル（「サファヴィー朝のシャー」の奴隷）」を名乗る人物がオスマン朝に対して反乱を起こし、鎮圧に参加したオスマン側の指揮官には大宰相ハドゥム・アリー・パシャのように戦死した者もいた。
1512年にバヤズィト2世を廃位して即位したスルターン・セリム1世は、即位直後にアナトリアのシーア派に対して弾圧を行った。セリムによって処刑されたアナトリアのシーア派の数は40,000人にものぼり、シーア派の弾圧はサファヴィー朝とオスマン朝の対立を決定的なものとした。1514年3月にセリム1世はイラン高原に親征を行い、イスマーイールもオスマン軍を迎え撃つために出陣した。
オスマン軍との戦いの前夜、西方のディヤルバクルでオスマン軍との戦闘を経験していた将軍ムハンマド・ハーン・ウスタージャルーはオスマン軍が体制を整える前に夜襲をかけることを提案し、ヘラートの太守ドルミーシュ・ハーン・シャームルーは正面決戦を主張した。イスマーイールは正面決戦を採用し、1514年8月23日にアナトリア東部のチャルディラーンの平原でサファヴィー朝とオスマン軍が衝突した（チャルディラーンの戦い）。オスマン軍に配備された大砲とイェニチェリ部隊が装備した鉄砲によってサファヴィー軍の騎兵隊は打ち破られ、最後まで戦場に留まって指揮を執っていたイスマーイールは負傷し、身代わりを立てて戦場を離脱した。戦闘の結果、ムハンマド・ハーン・ウスタージャルーら将校や従軍していた文官の多くを失い、イスマーイールの妻もオスマン軍に捕らえられた。戦後、イスマーイールは黒い服を着、軍旗も黒に染めて喪に服した。
イスマーイールはチャルディラーンの戦いまで、自らが指揮を執った戦闘では一度も敗れたことが無かった。この「無謬の救世主」の敗戦はイスマーイールの神性を打ち消し、教団の信者であったキジルバシと教主の関係を一般の臣下と王の関係へと変化させることになり、サファヴィー朝の体制に変化をもたらす。そして、教主に対する無私の奉仕の精神を失ったキジルバシたちは、自分が所属する部族の勢力拡大のため、互いに争うようになる。

### 晩年
チャルディラーンの戦いの後、イスマーイールは外部への積極的な軍事行動を控えるようになった。政務を大臣のミールザー・シャー・フサインに委ね、宮殿内に引き籠ることが多くなる。ペルシア語の年代記はチャルディラーンの戦いの後にイスマーイールは政治に関心を失って飲酒と狩猟に耽るようになったと伝えるが、逆にオスマン朝の報告には軍備の充実を行っていたと記されている。
敗戦の後、イスマーイールはサファヴィー朝と同じくオスマン帝国の脅威に晒されているヨーロッパ諸国との同盟を構想し、1515年にポルトガル王国の海軍総督アフォンソ・デ・アルブケルケの元に使節を派遣した。アルブケルケは同盟案に賛成し、ポルトガル国王マヌエル1世の元にも使節を送ることを勧めた。サファヴィー朝からはポルトガル以外にローマ教会、ハンガリー王国、神聖ローマ帝国へも同盟の締結を求めた。しかし、ヨーロッパから援助は送られず、1523年にイスマーイールが神聖ローマ皇帝カール5世に宛てた書簡にはヨーロッパ諸国が互いに争う状況への嘆きが書かれていた。
1524年8月23日にイスマーイールは没し、アルダビールに建てられたサファヴィー教団の聖廟（シャイフ・サフィー・アッディーン廟）に埋葬された。
イスマーイールの存命中はキジルバシ同士の抗争は本格化しなかったが、王子のタフマースブが跡を継ぐと抗争は激化し、サファヴィー朝は外部への拡張が停滞する「危機の時代」を迎える。
現在アゼルバイジャン共和国にはイスマーイールの名を冠した地名が多く存在する。バクー市に含まれるハターイー・ラヨン（en:Xətai raion）、バクー地下鉄の駅名、その他の施設でイスマーイールの名前が使われている。1993年には、バクーにイスマーイールの像が建てられた。

## 人事政策

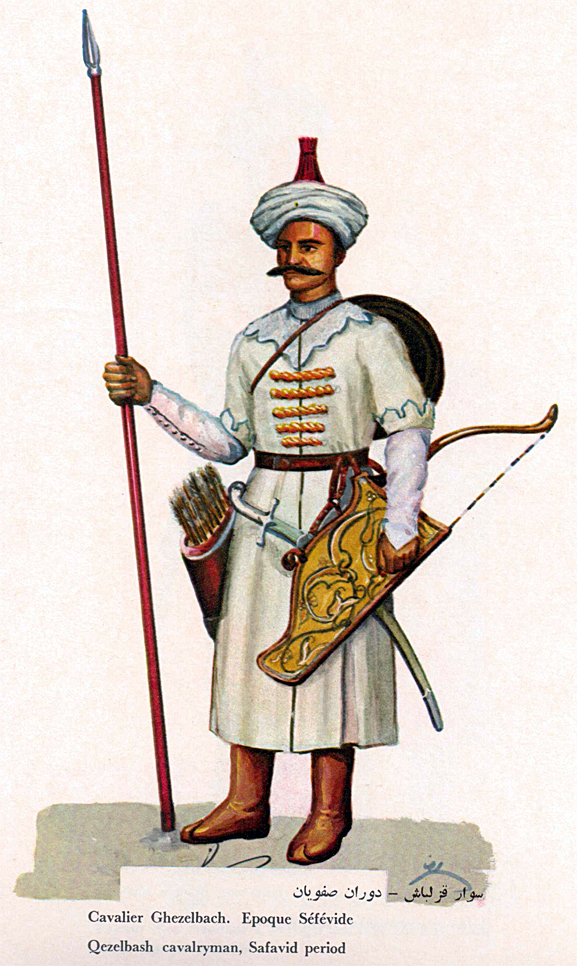
キジルバシ

### 軍事
サファヴィー朝の確立には、トルコ系遊牧民の信者キジルバシの軍事力が大きな役割を果たした。キジルバシの騎兵隊は密集した陣形をとって敵陣に突撃を敢行する戦法を取り、彼らは「救世主」であるイスマーイールへの信仰心のもとに死を恐れずに戦った。しかし、イスマーイール自身は「神」「預言者」と呼ばれることを好まず、キジルバシの過激な信仰から一定の距離を置こうとしたと思われている。
イスマーイールは彼らの働きに報いるため、新たに獲得した領地の支配を各部族の指導者に委任した。領地からの税収はキジルバシの元に入り、次第にキジルバシは信仰者から世俗的な領主へと変化していった。

### 行政
軍事面での主力であるキジルバシは、読み書きや計算、イスラム法などの行政に必要な知識を有しておらず、建国初期のサファヴィー朝には行政の実務に長けた人材が必要とされていた。そこでイスマーイールは、成年に達した後にタージークというイラン系の名家出身の知識人を中央と地方の行政に起用した。タージークの中には、1501年のタブリーズ入城前からサファヴィー朝に仕官を申し出た者、宰相を務めた者もいた。

### 宗教
イスマーイール1世はサファヴィー教団と対立する他の救世主運動やスーフィー教団を弾圧し、即位から数年の間は暴力によってシーア派の信仰を強制した。
サファヴィー朝の建国当初、シーア派や十二イマーム派について十分な学識を有するウラマー（イスラームの法学者）がイランに不足していた。そのため、ダマスカスなどのシリアの都市、イラク南部やアラビア半島からウラマーを招聘するが、レバノンの高位指導者シャイフ・アリー・カラキー・アーミリーを除いて招きに応じる者はほとんどいなかった。タフマースブ1世の即位後はより多くの外部の学者がイランを訪れ、彼らの説教に加えて、サファヴィー朝建国以前からイランに存在していたイマーム信仰などの土壌があり、イランのシーア化が進んでいく。対して元からイランに居住していたスンナ派のウラマーは、オスマン朝への移住などの対応を取り、下位のウラマーの多くはシーア派に転向した
また、シーア派の普及には、タバッライヤーンと呼ばれた急進的なシーア派の集団も利用された。彼らは街路やバザールで、スンナ派を攻撃する言葉を発した。アブー・バクル、ウマル、ウスマーンのアリー以前の3人の正統カリフを呪詛する言葉を発する役人がおり、
彼らの言葉に賛同しなかった人間は処刑されたが、アラブのシーア派指導者はこうした行為がスンナ派からの報復を招くのではないかと危惧した。

## 詩人として
イスマーイールはハターイーの筆名を使って作詩に携わっていたことでも知られている。彼は伝統的なペルシア文学の作品に深い影響を受けており、特にフェルドウスィーの『シャー・ナーメ』の影響を受けていたと思われている。ペルシア文学研究者のマーチン・バーナード・ディクソンとスチュアート・キャリー・ウェルチは、イスマーイールの作品の一つである Shāhnāmaye Shāhī が、幼い息子タフマースブへの贈物ではないかと意見を投げかけた。ウズベクのムハンマド・シャイバーニーに勝利した後、イスマーイールはゴール出身の有名な詩人であるHatefiに、戦勝と新王朝を讃える『シャー・ナーメ』と同じ形式の叙事詩の制作を依頼した。依頼した叙事詩は未完のままに終わったが、後の時代にサファヴィー朝の王たちに奉げられた英雄詩の見本となった。
イスマーイールは詩作において、主に従者の多くが使用していたアゼルバイジャン語で作詩を行った。イスマーイールはアゼルバイジャン文学における重要人物の一人であり、詩人のイマードゥッディーン・ナシミとともに、より多くの読者の心に訴えかけるために、詩文において簡素なアゼルバイジャン語を使用することを提案した最初の人物と考えられている。また、彼がアゼルバイジャン語を選択した理由には、政治的な意図もあったと思われる。
彼の作品は、現在のアゼルバイジャンでも知名度が高く、約1,400のアゼルバイジャン語の詩が残っている。アゼルバイジャン語による詩の他に、50ほどのペルシア語での詩文も現存している。
イスマーイールは自らに神性が宿ると信じ、また初代イマーム・第4代正統カリフのアリーの血統に属しているとも考えていた。彼の作品の内には、この二つの思想が特に強調される傾向があった。詩はシーア派の教えとサファヴィー教団の思想を広める役割を持っていたが、その多くは愛について語ったものであり、スーフィズムの思想が色濃く表れていた。詩文以外の著作には、忠言を記した Nasihatnāme、愛の美徳を称えた未完の著作 Dahnāme がある。

## 家族

### 父母
- 父：シャイフ・ハイダル（英語版）
- 母：アーラム・シャオ（ウズン・ハサンの娘）

### 妃
- タジルー・ハーヌム（タフマースブの生母）など

### 息子
- タフマースブ
- サム・ミールザー
- バフラム・ミールザー
- アルカス・ミールザー
- ルスタム・ミールザー
- ホセイン・ミールザー

### 娘
- ハニシュ・ハーヌム
- パーリ・ハーン・ハーヌム1世
- パーリ・ハーン・ハーヌム2世
- シャーザーデ・スルターヌムなど